# Centro de Estudios Montañeses
El Centro de Estudios Montañeses (CEM) es una institución cultural española con sede en Cantabria. Sus principales objetivos están relacionados con la promoción de los estudios sobre la historia, la literatura, el arte, la etnografía y las ciencias de la comunidad autónoma de Cantabria. Es el cronista oficial de Cantabria, institución consultiva para la historia y el patrimonio de Cantabria, y asesor heráldico o rey de armas de los ayuntamientos de la comunidad autónoma.
Fue fundada en Santander en 1934. Desde diciembre del mismo año fue cronista oficial y entidad asesora en temas patrimoniales de la Diputación Provincial de Santander, funciones que sigue ejerciendo al subrogarse en la comunidad autónoma de Cantabria con la restitución del régimen democrático. Tiene importantes colaboraciones como entidad asesora en materia de patrimonio cultural y heráldica del Consejo de Gobierno de Cantabria y de la Consejería y Dirección General de Cultura. Es también organización asesora del Ayuntamiento de Santander, institución con la que mantiene la serie editorial Ex vetustate novum, dedicada a inéditos relevantes.

## Publicaciones
Su órgano de difusión cultural es la revista Altamira, cuyo primer número corresponde a abril de 1934. En la actualidad ya han aparecido casi 90 números, a veces de manera irregular, como en el paréntesis de diez años, entre 1935 y 1945, habido como resultado de la guerra civil y la crisis económica de la posguerra.
En septiembre de 1934 apareció la primera publicación monográfica La escultura funeraria en la Montaña, fruto de la colaboración de Elías Ortiz de la Torre, Francisco y Fernando González-Camino Aguirre y el marqués de Saltillo. Desde entonces el CEM ha publicado más de cien títulos

## Presidentes
La nómina de presidentes tiene destacadas personalidades de la cultura y de la sociedad de Cantabria. Miguel Artigas y Ferrando, antiguo director de la Biblioteca Menéndez Pelayo y de la Nacional desde 1930, fue presidente del patronato fundador. A partir de entonces han sido presidentes de la Junta de Trabajo los siguientes: Fermín de Sojo y Lomba,
Marcial Solana González-Camino, Fernando Barreda y Ferrer de la Vega, Luis Redonet y López-Dóriga (Presidente Honorario),
Fernando Calderón y Gómez de Rueda, Joaquín González Echegaray, José Luis Casado Soto, Emilio Herrera Alonso, Leandro Valle González-Torre, Francisco Gutiérrez Díaz y Juan Antonio González Fuentes.

## Hitos
Desde su fundación, las principales figuras de la cultura en Cantabria han tenido vinculación con el Centro de Estudios Montañeses. La Diputación Provincial delegó en él una gran parte, cuando no todas, de las actividades que tuvieran que ver con la historia local o su incidencia en la nacional o universal. La Diputación le cedió unos locales en 1939, que el CEM dedicó a Archivo Provincial, germen del actual Archivo Histórico Provincial. Entre los proyectos culturales trascendentes surgidos o desarrollados desde el Centro de Estudios Montañeses, pueden citarse el Museo de Prehistoria y Arqueología de Cantabria, el Archivo de Arte Montañés, el Museo Etnográfico, el Museo Marítimo del Cantábrico y otras muchas iniciativas, algunas ya plenamente asentadas y otras todavía en desarrollo.
En 1948 recibió el Premio Virgen del Carmen a las entidades culturales por su contribución a la celebración del VII centenario de la conquista de Sevilla y al milenario de la Armada de Castilla.
En 1957 el Banco de Santander publicó una obra histórica, Aportación al estudio de la historia económica de la Montaña, para conmemorar el centenario de su fundación. Todas las tareas de estudio y edición de la obra fueron encargadas a los miembros del Centro de Estudios Montañeses.
En 1964 respondió positivamente a un informe solicitado por la Diputación Provincial sobre el cambio del nombre de Santander por Cantabria, referido a la provincia.
En 1967, al crearse la Institución Cultural de Cantabria, fue una de las instituciones fundadoras y la que durante más tiempo ha estado vinculado a ella. Desaparecida la Institución Cultural de Cantabria, el Centro de Estudios Montañeses ha asumido en la actualidad algunas de las funciones que aquella tuvo.
En 1974 celebró sus primeros cuarenta años con una semana de conferencias que fueron celebradas en el salón de actos de la Diputación y posteriormente publicadas en dos volúmenes.
En 1998 el Centro de Estudios Montañeses fue el encargado de organizar la Asamblea anual de la Confederación Española de Centros de Estudios Locales (CECEL).
El actual presidente, Juan Antonio González Fuentes, fue elegido el año 2022.

## Sede social
Tras un largo periplo por varios locales de la ciudad de Santander, en la actualidad está ubicado en la calle Gómez Oreña 5, 3º de Santander. Comparte edificio con el actual Ateneo de Santander. La actual sede fue construida en 1935 por el Ateneo Popular de Santander mediante suscripción popular, según proyecto del arquitecto Deogracias Mariano Lastra. En la actualidad la edificación es propiedad del Gobierno de Cantabria.

## Propuesta de cambio de nombre en 1971
Según José Luis Casado Soto, tres días antes de que terminara el año 1971 fue debatida la posibilidad de modificar el nombre del Centro de Estudios Montañeses proponiéndose el alternativo de Centro de Estudios Cántabros. Dado que, además de “los inconvenientes de toda índole” que acarrearía, supondría renunciar al ”prestigio alcanzado por la institución con el nombre que hoy ostenta”, la propuesta fue rechazada.